# Wattana Plainum
Wattana Playnum (tiếng Thái: วัฒนา พลายนุ่ม; sinh ngày 19 tháng 8 năm 1989), còn được biết với tên đơn giản Mike (tiếng Thái: ไมค์), là một cầu thủ bóng đá người Thái Lan, thi đấu ở vị trí tiền vệ phòng ngự cho câu lạc bộ Giải bóng đá Ngoại hạng Thái Lan Muangthong United.

## Sự nghiệp câu lạc bộ
Wattana Playnum thi đấu cho Nakhon Sawan mùa giải 2009-10. Trong mùa giải tiếp theo, anh được Paknampho NSRU mua và thi đấu mùa giải 2011-12. Sau đó, Phil Stubbins, là huấn luyện viên của Ayutthaya thời điểm đó, thuyết phục anh để gia nhập Ayutthaya năm 2013. Vào tháng 12 năm 2014, một trong những đội bóng lớn nhất Thái Lan, Muangthong United, cho thấy sự quan tâm đến tiềm năng của anh, và mua lại anh từ Ayutthaya. Xuyên suốt mùa giải 2015, anh được cho mượn đến Pattaya United, câu lạc bộ đồng minh với Muangthong United. Anh giúp Pattaya United về đích thứ hai ở Thai Division 1 League 2015, giành quyền lên chơi tại Giải bóng đá Ngoại hạng Thái Lan 2016. Kể từ năm 2016, anh trở lại và thi đấu cho Muangthong United.

## Sự nghiệp quốc tế
Vào tháng 3 năm 2017, Wattana có màn ra mắt quốc tế, xuất hiện trong đội hình xuất phát ở trận đấu tại vòng loại giải vô địch bóng đá thế giới 2018 trước Nhật Bản tại Sân vận động Saitama.

## Danh hiệu

### Quốc tế
Thái Lan
- Cúp Nhà vua Thái Lan (1): 2017

### Câu lạc bộ
Muangthong United
- Giải bóng đá Ngoại hạng Thái Lan (1): 2016
- Cúp Liên đoàn Bóng đá Thái Lan (2): 2016, 2017
- Thailand Champions Cup (1): 2017
- Giải bóng đá vô địch các câu lạc bộ sông Mê Kông (1): 2017